# Сонино (Ленинградская область)
Сонино — деревня в Пашском сельском поселении Волховского района Ленинградской области.

## История
На карте Санкт-Петербургской губернии Ф. Ф. Шуберта 1834 года упоминается деревня Сонина, состоящая из 40 крестьянских дворов.

СОНИНО — деревня принадлежит Казённому ведомству, число жителей по ревизии: 146 м. п., 117 ж. п. (1838 год)

На карте Ф. Ф. Шуберта 1844 года отмечена деревня Сонина из 40 дворов.

СОНИНО — деревня Ведомства государственного имущества, по просёлочной дороге, число дворов — 50, число душ — 139 м. п. (1856 год)

СОНИНО — деревня казённая при колодце, число дворов — 59, число жителей: 131 м. п., 139 ж. п. (1862 год)

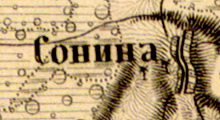
Деревня Сонино на карте 1863 года

Согласно карте из «Исторического атласа Санкт-Петербургской Губернии» 1863 года деревня называлась Сонина, к западу от деревни находились две ветряные мельницы.
Согласно епархиальным сведениям 1899 года деревня относилась к приходу церкви Рождества Христова Пашского погоста в Надкопанье.
В конце XIX — начале XX века деревня административно относилась к Шахновской волости 3-го стана Новоладожского уезда Санкт-Петербургской губернии.
По данным «Памятной книжки Санкт-Петербургской губернии» за 1905 год деревня Сонино входила в состав Сонинского сельского общества.
С 1916 по 1939 год деревня относилась к приходу Троицкой церкви в селе Манихино.
В 1917 году деревня входила в состав Сонинского сельсовета Шахновской волости Новоладожского уезда.
С 1920 по 1924 год деревня Сонино входила в состав Пашской волости Волховского уезда.
Согласно карте Петербургской губернии издания 1922 года деревня называлось Сонина.
С 1924 года в составе Манихинского сельсовета.
С 1927 года в составе Пашского района.
По данным 1933 года деревня Сонино входила входила в состав Манихинского сельсовета Пашского района Ленинградской области.

Деревня Сонино на карте 1940 года

С 1955 года в составе Новоладожского района.
В 1958 году население деревни Сонино составляло 143 человека.
С 1963 года в составе Волховского района.
По данным 1966 и 1973 годов деревня Сонино также входила в состав Манихинского сельсовета Волховского района.
По данным 1990 года деревня Сонино входила в состав Пашского сельсовета.
В 1997 году в деревне Сонино Пашской волости проживали 20 человек, в 2002 году — 21 человек (все русские).
В 2007 году в деревне Сонино Пашского СП — 18, в 2010 году — 21 человек.

## География
Деревня расположена в северо-восточной части района к западу от автодороги Р21 (E 105) «Кола» (Санкт-Петербург — Петрозаводск — Мурманск).
Расстояние до административного центра поселения — 10 км.
Расстояние до ближайшей железнодорожной платформы Иевково (184 км) — 2,5 км.

## Демография
| 1838 | 1862 | 1997 | 2002 | 2007 | 2010 | 2012 |
| ---- | ---- | ---- | ---- | ---- | ---- | ---- |
| 263  | ↗270 | ↘20  | ↗21  | ↘18  | ↗21  | ↗27  |
| 2017 |      |      |      |      |      |      |
| ↘23  |      |      |      |      |      |      |

### Национальный состав
Согласно данным Всероссийской переписи населения 2021 года в деревне проживали 19 человек, из них:
 русские — 11, азербайджанцы — 7, один человек национальность не указал.